# Olivia de Montelongo
Olvia de Montelongo (Saltillo, 17 de enero de 1940) es una escritora mexicana mejor reconocida por sus poemas, aunque también ha escrito cuentos y obras de teatro. Ha recibido premios de la Academia Mexicana de las Artes y del Centro Mundial Pro-fortalecimiento a los valores humanos entre otros.

## Biografía
Cursó literatura y creación literaria en la Casa del Lago durante los años 1970 y en el Instituto Hispano Mexicano con el Dr. Raúl Cordero Amador y el prof. Adolfo Anguiano Valadés.

## Obras

### Cuento
- Canto Verde, (1979).
- Litoral de Gaviotas, (1988).
- De siempre y entonces, (1993).

### Poesía
- El alma y las uvas de nostalgia, (1978).
- Los círculos rojos, (1981).
- Diálogos con Sor Juana, (1984).

### Teatro
- Teatromanía, (1979).
- La Herencia, (1987).